# Obsession (album d'Exo)
Pour les articles homonymes, voir Obsession.
Albums de EXO
EXO PLANET #4 - The EℓyXiOn dot
(2019) EXO PLANET #5 - EXpℓOration
(2020)
Singles
1. Obsession
Sortie : 27 novembre 2019

Obsession est le sixième album studio du boys band sud-coréano-chinois EXO. Il est sorti le 27 novembre 2019 sous SM Entertainment et distribué par Dreamus Company Korea. C'est le premier album du groupe à être promu avec six membres seulement. En effet, Xiumin et D.O. n'ont  malheureusement pas pu participer à la production de l'album en raison de leurs service militaire, Lay, quant à lui, n'a pas non plus pu y participer en raison de ses activités en Chine.

## Contexte et sortie
Le 21 juillet 2019, au cours d'un concert de la tournée « EℓyXiOn », Suho a révélé des informations concernant leur futur album à venir. Il a alors déclaré : “EXO sortira un album. Si je dois vous donner un indice, il sera définitivement publié dans l'année. Nous allons vous accueillir avec le nouvel album cette année avant cet hiver. Nous prévoyons de travailler sur le prochain album tout en entreprenant notre tournée mondiale. C'est ce que nous espérons. J'en ai peut-être dit trop.”. Le 29 octobre, les médias sud-coréens ont annoncé que le groupe prévoyait de revenir fin novembre avec la sortie d'un sixième album. SM Entertainment a par la suite confirmé cette information la même journée. Le 31 octobre, les comptes officiels du groupe ont changé de photo de profil et ont alors dévoilé un tout nouveau logo. Le 6 novembre, pour donner un avant-goût aux fans, une première courte vidéo est mise en ligne sur les réseaux sociaux, elle montre le groupe en train de répéter la chorégraphie dans une ambiance joviale. Le lendemain, un teaser vidéo intitulé "#EXODEUX" a été mise en ligne sur YouTube, EXO luttant un combat épique contre leur alter ego, les X-EXO. Le 1er novembre, SM Entertainment a annoncé qu'EXO allait faire son comeback le 27 novembre avec un nouvel album intitulé Obsession, et composé et de dix chansons. 
Le 3 novembre, des premières photos teasers ont été publiées. Les teasers individuels de chaque membre ont débuté avec Kai et son alter ego le 10 novembre et se sont conclus avec Suho le 21 novembre. De plus amples détails sur l'album ont également été révélés le 24 novembre, avec le design et le contenu (affiches, cartes photo et cartes postales) des deux versions publiées. 
Le 27 novembre, quelques heures avant la sortie de l'album et du clip-vidéo, des photos teasers du groupe sont postées ainsi qu'un premier teaser vidéo du clip. EXO a ensuite signé son retour avec la sortie de son sixième album studio et du clip-vidéo de la chanson titre du même nom.

## Chansons
"Trouble" est un morceau dance qui contient divers éléments genres musicaux tels que le trap et le reggae. Les paroles parlent d'un amour profond sans aucune échappatoire possible. "지킬 (Jekyll)" est une chanson dance-pop avec des tambours lourds, une basse lourde (808) ainsi qu'une composition et une transformation vocale dynamique. Les paroles de la chanson expriment un conflit interne avec son alter ego de manière percutante. "춤 (Groove)" est une chanson sur les amoureux partageant des sentiments affectueux, comme s'ils traversaient la réalité et le rêve en dansant. La chanson comprend des cordes et une flûte ainsi qu'un chœur rythmique.
"Ya Ya Ya" est un morceau hip-hop avec des paroles exprimant cette conviction que l'amour débute en un instant. La chanson contient une basse lourde et un refrain addictif, avec en plus un sample de la chanson du groupe SWV "You're the One".
"Baby You Are" est une chanson dance-pop avec une ambiance romantique et des éléments folkloriques. Les paroles racontent une histoire sur le moment passionnant qu'est le coup de foudre. "Non Stop" est un morceau dance-funk avec des paroles romantisant l'amour imparable entre deux personnes. La chanson comporte des cuivres et une guitare proéminente.

## Promotion
Le 30 novembre, EXO a commencé à promouvoir le single lors d'un événement spécial retransmis sur V Live, intitulé "EXO The Stage" où EXO et X-EXO interprètent chacun la chanson, la performance ayant été pré-enregistrée la veille. Puis, ils l'ont interprété dans les émissions musicales sud-coréennes le 6 décembre. Le groupe l'a par la suite intégré au programme de leur cinquième tournée « EXpℓOration » à partir du 14 décembre 2019. Des fansigns ont également eu lieu les deux premières semaines de décembre à Gangnam, à Seocho et à Samseong.

## Accueil

### Succès commercial
Au lendemain de sortie de l'album, celui-ci a pris la première place du Top Albums Charts d'iTunes dans 60 pays différents. L'opus a également été en tête de plusieurs charts quotidiens en Corée du Sud, en plus de charts chinois importants, notamment QQ Music, KuGou Music et Kuwo Music.

### Réseaux sociaux
Sur Twitter, après la sortie du clip-vidéo de la chanson titre, plusieurs hashtags concernant la chanson et l'album ont été en tête des tendances mondiales. 

## Liste des titres
| Obsession | Obsession                   | Obsession                                       | Obsession | Obsession | Obsession | Obsession | Obsession | Obsession | Obsession |
| No        | Titre                       | Auteur                                          | Producteur(s) | Durée     |           |           |           |           |           |
| --------- | --------------------------- | ----------------------------------------------- | --- | --------- | --------- | --------- | --------- | --------- | --------- |
| 1.        | Obsession                   | Kenzie                                          | Dem Jointz, Cristi "Stalone" Gallo, Asia'h Epperson, Adrian McKinnon, Yoo Young-jin, Ryan S. Jhun                | 03:23     |           |           |           |           |           |
| 2.        | Trouble                     | Hwang Yoo-bin                                   | Jin By Jin, Bobii Lewis, Karen Poole                                                                             | 03:17     |           |           |           |           |           |
| 3.        | 지킬 (Jekyll)               | JQ, Kim Hye-jin (makeumine works), Choi Seo-eun | Kaelin Ellis, Tay Jasper, Nicky van der Lugt Melsert                                                             | 03:41     |           |           |           |           |           |
| 4.        | 춤 (Groove)                 | JQ, Mola (makeumine works)                      | Hyuk Shin, Jisoo Park, Blair Taylor                                                                              | 03:28     |           |           |           |           |           |
| 5.        | Ya Ya Ya                    | Kenzie                                          | Dem Jointz, Ryan S. Jhun, David Brown, Charles Hinshaw, Allen Gordon Jr., Coko, Taj, Andrea Martin, Ivan Mathias | 03:42     |           |           |           |           |           |
| 6.        | Baby You Are                | JQ, Park Ji-hee                                 | Wendy Wang, Mozella, Benjamin Ingrosso, Allakoi Pete                                                             | 02:58     |           |           |           |           |           |
| 7.        | Non Stop                    | Jo Yoon-kyung                                   | Daniel "Obi" Klein, Charli Taft, Andreas Öberg                                                                   | 03:24     |           |           |           |           |           |
| 8.        | 오늘도 (Day After Day)      | Jo Yoon-kyung                                   | Mike Daley, Mitchell Owens, Deez, Jeff Lewis                                                                     | 03:42     |           |           |           |           |           |
| 9.        | 나비효과 (Butterfly Effect) | Lee Su-ran (Jam Factory)                        | Greg Bonnick, Hayden Chapman, Adrian McKinnon                                                                    | 03:10     |           |           |           |           |           |
| 10.       | 嗜 (Obsession)              | Lu Yi Qiu                                       | Dem Jointz, Cristi "Stalone" Gallo, Asia'h Epperson, Adrian McKinnon, Yoo Young-jin, Ryan S. Jhun                | 03:23     |           |           |           |           |           |
| 34:08     |                             |                                                 | |           |           |           |           |           |           |

## Classements

### Classements hebdomadaires
| Classements                            | Meilleure position |
| -------------------------------------- | ------------------ |
| South Korea (Gaon)                     | 1                  |
| UK Digital Albums (OCC)                | 37                 |
| UK Independent Albums (OCC)            | 33                 |
| Australian Albums (ARIA Charts)        | 22                 |
| Japan Hot Albums (Billboard Japan)     | 20                 |
| Japanese International Albums (Oricon) | 16                 |
| Belgian Albums (Ultratop Flanders)     | 124                |
| Belgian Albums (Ultratop Wallonia)     | 158                |
| Lithuanian Albums (AGATA)              | 72                 |
| US Billboard 200                       | 182                |
| US Independant Albums (Billboard)      | 5                  |
| US World Albums (Billboard)            | 1                  |

#### Classement mensuel
| Classement                 | Meilleure position |
| -------------------------- | ------------------ |
| South Korean Albums (Gaon) | 1                  |

#### Classement annuel
| Classement                 | Meilleure position |
| -------------------------- | ------------------ |
| South Korean Albums (Gaon) | 3                  |

## Ventes
| Pays                | Ventes  |
| ------------------- | ------- |
| South Korea (Gaon), | 843 305 |
| China               | 353 601 |
| Japan (Oricon)      | 24 275  |
| US (Billboard)      | 6 000   |

## Certification
| Pays               | Certification  | Unités certifiés / Ventes |
| ------------------ | -------------- | ------------------------- |
| South Korea (Gaon) | Triple Platine | 750 000                   |

## Prix et nominations
| Année | Prix                    | Travail nommé                            | Titre     | Résultat |
| ----- | ----------------------- | ---------------------------------------- | --------- | -------- |
| 2020  | Gaon Chart K-Pop Awards | Artist of the Year (Album) - 4th Quarter | Obsession | Lauréat  |

### Programmes de classements musicaux
| Chanson     | Programme                 | Date             |
| ----------- | ------------------------- | ---------------- |
| "Obsession" | Music Bank (KBS)          | 6 décembre 2019  |
| "Obsession" | Music Bank (KBS)          | 13 décembre 2019 |
| "Obsession" | Show! Music Core (MBC)    | 7 décembre 2019  |
| "Obsession" | Show! Music Core (MBC)    | 14 décembre 2019 |
| "Obsession" | Show Champion (MBC Music) | 11 décembre 2019 |

## Historique de sortie
| Édition   | Pays         | Date             | Format                   | Label                                   |
| --------- | ------------ | ---------------- | ------------------------ | --------------------------------------- |
| Obsession | Corée du Sud | 27 novembre 2019 | CD, Téléchargement légal | SM Entertainment, Dreamus Company Korea |
| Obsession | Monde entier | 27 novembre 2019 | Téléchargement légal     | SM Entertainment                        |